# Brassinosteroide

Brassinolide, il primo brassinosteroide isolato con attività biologica

I brassinosteroidi (BR) sono un gruppo di fitormoni steroidali. Il brassinosteroide fu il primo dei composti steroidi scoperto nel 1973.
Isolati dal polline della colza, sono presenti in altre specie. Recentemente inseriti nella classe dei fitormoni, hanno effetti sull'accrescimento delle piante, distensione e divisione cellulare aumentando la sensibilità all'auxina, fotomorfogenesi, sviluppo riproduttivo, senescenza e risposte agli stress.
| Controllo di autorità | J9U (EN, HE) 987007536893205171 |